# 射鵰英雄傳 (1976年電視劇)
《射鵰英雄傳》（英語：The Legend of the Condor Heroes 1976），1976年佳藝電視製作的古裝武俠劇集，根據金庸同名小說《射鵰英雄傳》改編，亦是首套金庸作品改編電視劇，開創了武俠動作劇的先河。由白彪、米雪主演、1976年4月12日播出。

## 背景
據黃霑所述，佳視籌辦時他向何佐芝建議開拍金庸小說改編電視劇，後來不了了之，他便改向無線電視建議此事並負責跟金庸搭線。1975年開台的佳視為增強節目內容而邀請蕭笙監製，在此之前，蕭笙建議過麗的電視拍金庸劇卻未獲支持。佳視為了挽救收視，放手讓蕭笙執行，決定製作此劇，更在韓國拍攝外景。此版是各版電視劇中唯一按《射鵰英雄傳》初版小說改拍的，於是出現情節如楊過的母親不是穆念慈而是秦南琴。
同名主題曲則由黃霑（以筆名劉杰）填詞和作曲，吳大江編曲，林穆主唱，後由佳視《神鵰俠侶》改編沿用，由關正傑、韋秀嫻和麥韻合唱。

## 反響
佳視憑此劇聲名大振，創下全港一百萬觀眾的收視佳績，並乘勝追擊開拍羅樂林、李通明主演的《神鵰俠侶》。此舉也引起了其他電視台對金庸作品版權的競爭，並掀起電視台拍攝古裝武俠電視劇的風潮。而主演之一米雪也因演活黃蓉一角而走紅並席捲東南亞，在2007年更入選成為百大經典電視角色之一。
佳藝電視倒閉後此劇版權由無綫電視購得。這個版本從未在中國播出過。

## 故事大綱
劇情與原著的初版大致相同。故事以宋、金、蒙古三國對峙作為背景。南宋偏安，君臣昏聵，朝政日衰。大金國虎視眈眈，而蒙古雄鷹成吉思汗表面聯宋伐金，但暗地則醞釀着一統江山的野心。靖康之恥陰影下的中原江湖，武林至寶《武穆遺書》和《九陰真經》成為人們匡扶大宋江山、追求武學顛峰的寄託和目標。東邪、西毒、南帝、北丐四大絕世高人，以及全真派、丐幫等數大門派紛紛捲入其中。忠良之後、少年郭靖承母命從蒙古草原南下尋找殺父仇人，他偶遇桃花島主「東邪」黃藥師的女兒黃蓉，郭靖天生淳樸，憨厚寬和，黃蓉美麗無比，蕙質蘭心，古靈精怪，兩人一見傾心。他們結伴闖蕩江湖，經歷了無數的奇遇、兇險，許下了「聰明人和笨人永遠在一起，一起生，一起死，永遠不分開」的誓言。最終，靖蓉告別穆念慈，騎馬回桃花島。

## 登場人物
由於此版亦是唯一根據尚未修改的金庸初版原著改拍，所以楊過的母親不是穆念慈，而是秦南琴。
- 郭靖：白彪 飾
- 黃蓉：米雪 飾
- 楊康：梁小龍 飾
- 穆念慈：孟秋 飾
- 秦南琴：鍾淙 飾
- 楊鐵心：秦沛 飾
- 包惜弱：陳思思飾
- 成吉思汗：凌漢 飾
- 完顏洪烈：鄭雷 飾
- 郭嘯天：曾江 飾
- 李萍：丁茵 飾
- 華箏：林欣欣 飾
- 裘千仞/丈：黃國良 飾
- 洪七公：陳飛龍 飾
- 黃藥師：陳惠敏 飾
- 一燈：鍾志強 飾
- 歐陽峰：楊澤霖 飾
- 周伯通：秦煌 飾
- 瑛姑：黃文慧 飾
- 陸乘風：曹達華 飾
- 陸冠英：張鴻昌 飾
- 歐陽無忌：劉江 飾 （第一版歐陽克名字是歐陽無忌）
- 丘處機：麥天恩 飾
- 馬鈺：湯錦棠 飾
- 孫不二：胡茵茵 飾
- 柯鎮惡：溫泉 飾
- 朱聰：金山 飾
- 南希仁：韓國材 飾
- 韓寶駒：鄺偉雄 飾
- 張阿生：白沙力 飾
- 全金發：吳明才 飾
- 韓小瑩：張靜宜 飾
- 傻姑：陳玉薇 飾
- 陳玄風：簡而清 飾
- 梅超風：張敏婷 飾
- 沙通天：高雄 飾
- 哲別：楊斯 飾
- 靈智上人：尹發 飾
- 侯通海：焦雄 飾